# Ramona Pons Rosell
Ramona Pons Rosell   (Nonasp, 1914 - Sant Feliu de Llobregat, 12 de març de 2009) va ser una autora d'articles i poesies en diverses publicacions santfeliuenques, actriu de teatre amateur, sufragista i activista cultural catalana.

## Biografia
Va néixer a Nonasp (Baix Aragó - Casp) i va estudiar a l'escola pública de L'Arboç (Baix Penedès). Als 13 anys va anar a viure a Sant Feliu de Llobregat a causa de la feina del seu pare, que va ser destinat com a cap de l'estació de ferrocarril d'aquest municipi. Allà, va continuar estudiant a l'escola de l'Ateneu Santfeliuenc i, més endavant, va completar la seva formació amb estudis de taquigrafia, mecanografia, comerç, francès i matemàtiques a l'Acadèmia Cots de Barcelona, que li van permetre entrar a treballar com a secretària a la fàbrica Hispano Tèxtil.
Molt aficionada a les arts dramàtiques, l'any 1933 va entrar a formar part del grup de teatre de l'Escola de Declamació Miquel Rojas, col·lectiu que es va mantenir actiu fins a l'any 1938 i que representava obres principalment en els escenaris de l'Ateneu i la Unió Coral de Sant Feliu. Des que va esclatar la guerra el 1936, el grup de teatre va destinar els beneficis de les representacions teatrals que feia a institucions com la Creu Roja o Socors Roig Internacional.
L'any 1938, Ramona Pons va marxar a viure a Madrid amb el seu marit, i més tard, a Irun. En aquesta època s'adona de la discriminació que pateix com a dona i el matrimoni s'acaba separant, de manera que Ramona torna a Sant Feliu de Llobregat amb la seva família. A conseqüència d'aquesta decisió, va estar tres anys sense poder veure la seva filla.
L'any 1975 recupera el contacte amb el món del teatre a través de la Compayia Enric Borràs del Centre Parroquial de Sant Feliu de Llobregat, col·lectiu amb el qual va representar obres com Pigmalió, El malalt imaginari, La Mare Coratge i els seus fills o La casa de Bernarda Alba (aquesta última obra van representar-la també al Casal de Catalunya de Buenos Aires).
Va ser col·laboradora habitual de les revistes de Sant Feliu de Llobregat Claror, Alba i Va i ve. A la revista Claror hi va escriure entre els anys 1931 i 1935, i en els darrers números va ser responsable de l'editorial. L'any 1932 va publicar-hi un article amb el títol "Els drets de les dones", en el qual exigia més llibertat per a les dones i demanava que la dona no fos una esclava de la llar. Arran d'aquest article, Ramona Pons és considerada com la primera dona de Sant Feliu de Llobregat que va demanar la paritat de gènere i el dret de vot de les dones de manera oberta.
Al llarg de la seva vida va versificar multitud d'actes i esdeveniments públics i privats de caràcter cultural de Sant Feliu de Llobregat, entre els quals cal destacar la Tertúlia Literària Martí Dot. Entre 1979 i 1981 va integrar el Consell Municipal de Cultura.

## Homenatges
Del 10 al 20 de juny de 2021, en el marc de la X Setmana de la Poesia de Sant Feliu de Llobregat, es va exposar la mostra “Ramona Pons, la filla del ferroviari. Fragments poètics”, a l'Ateneu Santfeliuenc organitzada per l'USLA, i en la que es reivindicava la importància de Ramona Pons com a figura cultural de la ciutat.

## Obres publicades
- Pons Rosell, Ramona «Vora la font». Amics de l'art i de les lletres [Sant Feliu de Llobregat], núm. 5, 10-1931, pàg. 7.
- L'Ajuntament de Sant Feliu va publicar dos poemaris de Ramona Pons: 
  - Pons, Ramona. Poesies.  Sant Feliu de Llobregat: Ajuntament de Sant Feliu de Llobregat, 2002.
  - Pons, Ramona. Recull de poemes.  Sant Feliu de Llobregat: Ajuntament de Sant Feliu de Llobregat, 2009.